# Alina Kenzel
Alina Kenzel (ur. 10 sierpnia 1997 w Konstancji) – niemiecka lekkoatletka specjalizująca się w pchnięciu kulą.
Na arenie międzynarodowej odniosła następujące sukcesy:
| Rok  | Miejsce   | Zawody                         | Pozycja       | Wynik |
| ---- | --------- | ------------------------------ | ------------- | ----- |
| 2016 | Bydgoszcz | mistrzostwa świata juniorów    | złoty medal   | 17,58 |
| 2017 | Bydgoszcz | młodzieżowe mistrzostwa Europy | brązowy medal | 17,46 |
| 2018 | Berlin    | mistrzostwa Europy             | 9. miejsce    | 17,26 |
| 2019 | Glasgow   | halowe mistrzostwa Europy      | 8. miejsce    | 17,55 |
| 2019 | Gävle     | młodzieżowe mistrzostwa Europy | złoty medal   | 17,94 |
| 2024 | Glasgow   | halowe mistrzostwa świata      | 11. miejsce   | 17,80 |
| 2024 | Rzym      | mistrzostwa Europy             | 4. miejsce    | 18,55 |
| 2024 | Paryż     | igrzyska olimpijskie           | 9. miejsce    | 18,29 |
| 2025 | Apeldoorn | halowe mistrzostwa Europy      | 6. miejsce    | 18,89 |

Jest trzykrotną mistrzynią Niemiec w pchnięciu kulą: na stadionie (2020) oraz dwukrotnie w hali (2018, 2020).
Rekordy życiowe w pchnięciu kulą:
- stadion – 18,69 (10 lipca 2021, Bottnaryd)
- hala – 18,70 (9 marca 2025, Apeldoorn)